# Autoportrait de l'artiste avec son père
L’Autoportrait de l'artiste avec son père est un tableau de l'artiste peintre française Constance Mayer la représentant en compagnie de son père, Pierre Mayer. Présenté au Salon de 1801, il est conservé depuis 1989 au Wadsworth Atheneum, à Hartford, capitale du Connecticut, aux États-Unis.

## Historique
L'œuvre est présentée au Salon de 1801 sous le titre Portrait en pied d’un père et de sa fille ; le livret de l'exposition ajoute cette précision : « Il lui indique le buste de Raphaël, en l’invitant à prendre pour modèle ce peintre célèbre ».
L'autoportrait est acheté par le Wadsworth Atheneum aux enchères chez Sotheby's à New York en 1989 pour 120 000 dollars américains, ce qui en a alors fait le prix record pour une oeuvre de l'artiste vendue aux enchères, record qui n'avait toujours pas été battu en juin 2023,.